# Соколовка (Тернопольская область)
Соколовка (укр. Соколівка) — село в Лановецкой городской общине Кременецкого района Тернопольской области Украины.
До 2020 года входило в Лановецкий район.
Код КОАТУУ — 6123883005. Население по переписи 2001 года составляло 226 человек.

## Географическое положение
Село Соколовка находится на левом берегу реки Свиноройка,
выше по течению примыкает село Вышгородок,
ниже по течению на расстоянии в 0,5 км расположено село Жуковцы.

## История
- 1989 год — дата основания.

## Объекты социальной сферы
- Клуб.